# Miotropis gibbosus
Miotropis gibbosus är en stekelart som beskrevs av Howard 1897. Miotropis gibbosus ingår i släktet Miotropis och familjen finglanssteklar.
Artens utbredningsområde är Grenada. Inga underarter finns listade i Catalogue of Life.